# Пангрч Грм
Пангрч Грм (словен. Pangrč Grm) је насељено место у општини Ново Место, регија Југоисточна Словенија, Словенија.

## Историја
До територијалне реорганизације у Словенији био је у саставу старе општине Ново Место.

## Становништво
У попису становништва из 2011. године, Пангрч Грм је имао 66 становника.
| Број становника према пописима | Број становника према пописима | Број становника према пописима |
| ------------------------------ | ------------------------------ | ------------------------------ |
| 1991                           | 2002                           | 2011                           |
| 68                             | 50                             | 66                             |

Напомена: Године 1992. умањено за део насеља који је припојен насељу Долж.